# مناطق تاریخی ارمنستان

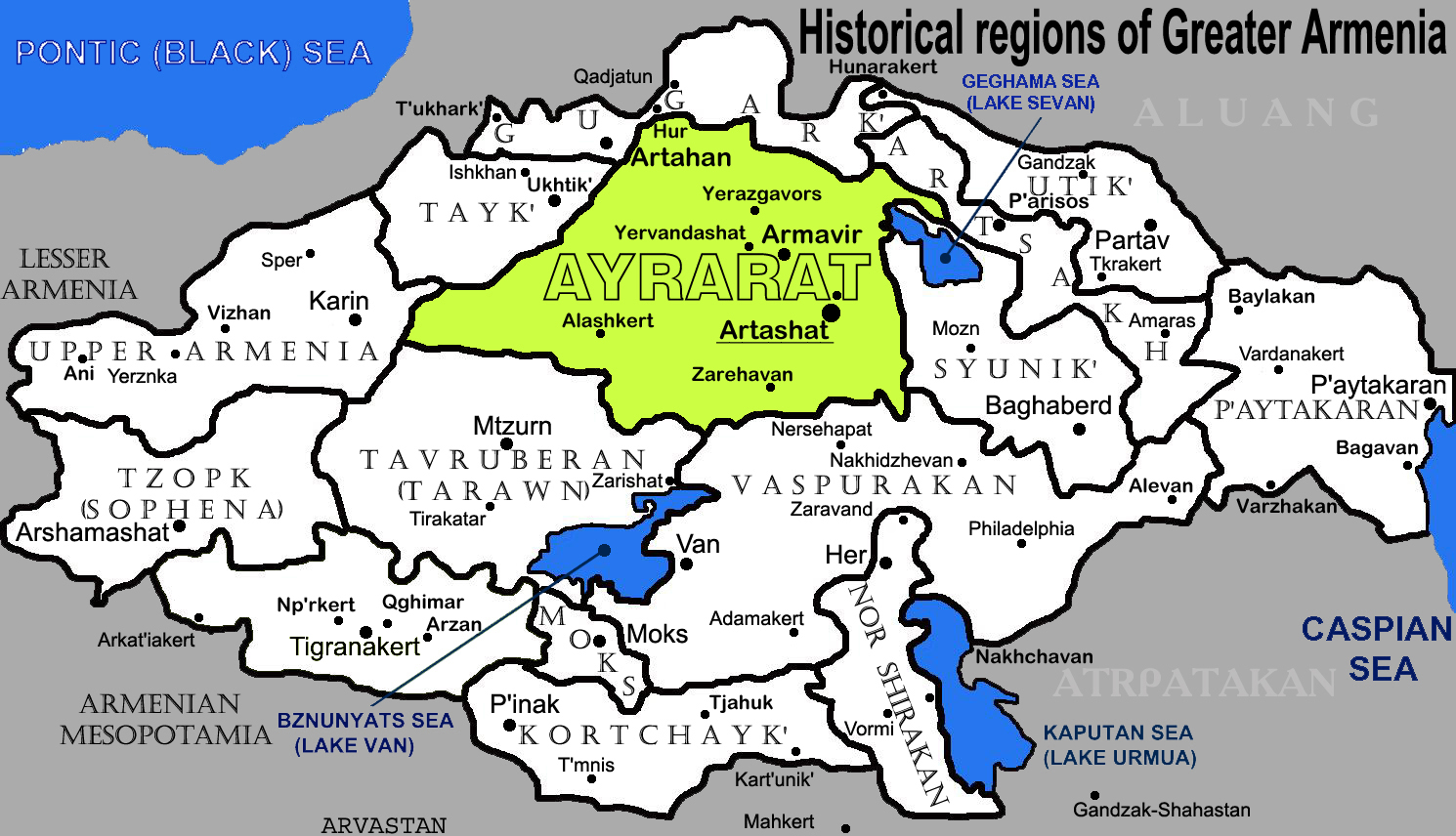
پانزده ایالت ارمنستان بزرگ

مناطق تاریخی ارمنستان (به زبان ارمنی Մեծ Հայք)، در دوران باستان ارمنستان بزرگ یا «هایک بزرگ» شامل پانزده ایالت بود.
این پانزده ایالت مناطق تاریخی ارمنستان می‌باشند. وسعت ارمنستان بزرگ بالغ بر ۲۸۰٬۹۹۸ هزار کیلومتر مربع بود.
علاوه بر ارمنستان بزرگ، ارمنستان کوچک یا «هایک کوچک» که این دو سرزمین مجزا از همدیگر بودند دارای ۱۰۰٬۰۰۰ هزار کیلومتر مربع بود.

## ایالت‌های پانزده‌گانه
| ایالت                 | زبان انگلیسی    | مساحت   | تعداد استان | محدوده امروزی                                    |
| --------------------- | --------------- | ------- | ----------- | ------------------------------------------------ |
| ارمنستان علیا         | Upper Armenia   | ۲۳٬۸۶۰  | ۹           | در محدوده یرزنکا، ترکیه                          |
| سوفن                  | Sophene         | ۱۸٬۸۹۰  | ۸           | در محدوده استان تونج‌ایلی، ترکیه                  |
| آغزنیک                | Aghdznik        | ۱۷٬۵۳۲  | ۱۰          | در محدوده استان باتمان، ترکیه                    |
| توروبران              | Turuberan       | ۲۵٬۰۰۸  | ۱۶          | در محدوده مانازکرت، ترکیه                        |
| موکس                  | Moxoene         | ۲٬۹۶۲   | ۹           | در محدوده استان وان و استان بتلیس، ترکیه         |
| کورچایک               | Corduene        | ۱۴٬۷۰۷  | ۱۱          | در محدوده تیگراناکرت، ترکیه                      |
| نور شیراکان           | Nor Shirakan    | ۱۱٬۰۱۰  | ۹           | ساحل غربی دریاچه ارومیه، ایران                   |
| واسپوراکان            | Vaspurakan      | ۴۰٬۸۷۰  | ۳۵          | در محدوده استان وان، دریاچه وان، ترکیه           |
| سیونیک (ایالت تاریخی) | Syunik          | ۱۵٬۲۳۷  | ۱۲          | استان سیونیک، ارمنستان                           |
| آرتساخ                | Artsakh         | ۱۱٬۵۲۸  | ۱۲          | آرتساخ                                           |
| پایتاکاران            | Paytakaran      | ۲۱٬۰۰۰  | ۱۲          | در محدوده بیله‌قان، جمهوری آذربایجان              |
| اوتیک                 | Utik            | ۱۱٬۳۱۵  | ۸           | غرب رود کر (قفقاز) در محدوده جنوب گنجه           |
| گوگارک                | Gugark          | ۱۶٬۷۹۵  | ۱۳          | در محدوده تاشیر، ارمنستان                        |
| تایک                  | Tayk            | ۱۰٬۱۷۹  | ۸           | در محدوده استان آرتوین، ترکیه                    |
| آیرارات               | Ayrarat         | ۴۰٬۱۰۵  | ۲۰          | از شرق تا کناره دریاچه سوان از غرب تا کوه آرارات |
| ارمنستان بزرگ         | Greater Armenia | ۲۸۰٬۹۹۸ | ۱۷۸         |                                                  |